# 체스와프 미흐니에비치
체스와프 미흐니에비치(폴란드어: Czesław Michniewicz, 1970년 2월 12일~)는 폴란드의 축구 선수 출신 지도자이다.